# أحمد محمدي
أحمد محمدي (بالفارسية: احمد محمدی) هو مصارع هاوي إيراني، ولد في 11 يناير 1992 في قائم شهر في إيران.

## روابط خارجية
- أحمد محمدي على موقع قاعدة بيانات المصارعة الدولية (الإنجليزية)